# Siegfried Schnell
Siegfried Schnell (Zielenzig, 23 gennaio 1916 – Narva, 25 febbraio 1944) è stato un aviatore tedesco che prestò servizio nella Luftwaffe durante la seconda guerra mondiale. Asso dell'aviazione, a lui sono accreditate 93 vittorie aeree.

## Biografia
Siegfried Schnell nacque il 23 febbraio 1916 a Zielenzig, nel Regno di Prussia. A vent'anni, quindi nel 1936, entrò nella Luftwaffe e allo scoppio della seconda guerra mondiale era in organico alla 4ª squadriglia del 2º stormo caccia (4/JG 2) con il grado di maresciallo. Il 14 maggio 1940 ottenne la sua prima vittoria abbattendo un Bloch MB 152 francese durante la campagna di Francia.
In seguito partecipò alla battaglia d'Inghilterra in qualità di sottotenente e quando raggiunse le 20 vittorie, il 9 novembre 1940, fu decorato con la Croce di Cavaliere; il 24 giugno 1941 divenne comandante della 9/JG 2 e l'8 luglio distrusse tre Spitfire toccando quota 40 vittorie meritandosi per questo, il giorno dopo, la Croce di Cavaliere con Fronde di Quercia: in quel momento nessun pilota del Jagdgeschwader 2 aveva così tante vittorie all'attivo. Il 19 agosto 1942, in occasione del raid su Dieppe Alleato, Schnell aumentò il proprio record a 70 vittorie ai danni di cinque Spitfire; l'80º successo giunse il 4 aprile 1943.
Nel gennaio 1944, o forse anche nel 1943, l'asso tedesco fu designato comandante del 3º gruppo del 54º stormo caccia (III/JG 54). L'11 dello stesso mese fece precipitare tre B-17 arrivando così alle 90 vittorie; esattamente un mese dopo passò al comando del IV/JG 54, basato al fronte orientale. Riuscì ad avere la meglio su tre velivoli nemici prima di essere ucciso il 25 febbraio 1944 da un caccia sovietico, mentre stava pilotando un Bf 109 G-6.
Siegfried Schnell registrò un totale di 93 successi aerei, inclusi 12 bombardieri quadrimotore Alleati.